# Bobtail américain
Pour les articles homonymes, voir Bobtail (homonymie).
L'American Bobtail ou bobtail américain est une nouvelle race de chat originaire des États-Unis. Ce chat de taille moyenne à grande est caractérisé par sa quasi-absence de queue.

## Origines
La race fut découverte en 1965 par un couple d'Américains, les Sanders, dans l'État de l'Arizona. Le chaton avait une allure sauvage et la queue courte et remontée sur le dos. Ils décidèrent immédiatement de l'adopter et le nommèrent Yodie. On le croisa avec une Siamoise. Un des chatons nés de cette portée fut croisé avec un chat crème et ce sont les chatons nés de cette union qui sont les premiers sujets de la race.
D'abord, il n'existait que le poil court, mais on croisa la race avec des Persans pour obtenir une variété à poils mi-longs.
Cette race est reconnue par la TICA depuis 1989. Elle est également reconnue par le LOOF mais reste rare en Europe.

## Standards
L'absence de queue est due à une mutation génétique naturelle. D'une manière générale, le Bobtail est un chat de taille moyenne à grande dont la croissance est lente, jusqu'à deux ou trois ans.
Le corps est athlétique et donne une impression de puissance. Les mâles sont plus costauds que les femelles, bien que tous les deux doivent avoir le corps bien musclé. Les pattes sont proportionnées au corps, avec une ossature massive et une musculature puissante. Les antérieurs sont légèrement plus courts que les postérieurs. Les pieds sont ronds et larges.
La tête est large avec des mâchoires puissantes et des oreilles de taille moyenne, larges à leur base. Elles sont placées assez bas sur la tête. Les yeux sont grands et larges, de forme ovale. Leur couleur doit être assortie à celle de la robe.
La queue est donc courte, entre 2.5 et 10 cm. suivant les sujets. L'absence de queue ou la queue enroulée sont des défauts éliminatoires en exposition.
Chez les sujets à poil court et à poil mi-long, la fourrure est hirsute avec des poils plus abondants au niveau de la collerette, de la culotte, du ventre et de la queue. Chez les Bobtails à poil mi-long, il est préférable d'avoir des touffes de poils entre les pattes. Toutes les couleurs et toutes les robes sont acceptées.

## Caractère
Les Bobtails sont réputés pour être des chats patients, actifs mais doux. Ils seraient attachés à leur propriétaire et n'aimeraient pas la solitude. Ils s'entendraient généralement bien avec les chiens. On dit qu'ils sont également des bons chasseurs.

## Santé
L'American Bobtail n'a pas de problèmes de santé particuliers. Son espérance de vie se situe entre onze et quinze ans.

### Sources
- (en) Cet article est partiellement ou en totalité issu de l’article de Wikipédia en anglais intitulé « American Bobtail » (voir la liste des auteurs).
- LOOF